# Exallonyx ater
Exallonyx ater är en stekelart som först beskrevs av Johann Ludwig Christian Gravenhorst 1807.  Exallonyx ater ingår i släktet Exallonyx, och familjen svartsteklar. Arten är reproducerande i Sverige.